# Queen (seriefigur)
Queen är en fiktiv rollfigur i serien om Spindelmannen.

## Bakgrund
Under andra världskriget blev amerikanskan Ana Soria den första kvinnan som deltog i strid, hon var från början menig i kvinnornas auxiliary corps, men blev förflyttad till en marin specialenhet för att medverka i ett nytt supersoldatprogram. Här kom hon och Captain America väldigt nära varandra, men när hon blev fängslad och anklagades för högförräderi kunde inte Kapten Amerika hjälpa henne och hon kände sig sviken av honom.
Hon flydde själv under 1950-talet med hjälp av sina mutantkrafter (kan styra insektsgener och ta psykisk kontroll över människor), under denna tid hade Captain America försvunnit och US Army hade glömt bort hennes existens. Hon märkte att hon kunde kontrollera en tredjedel av alla män och alla insekter på jorden (även några tusen kvinnor), men hon gick under jord för att vänta tills man hade glömt henne igen efter flykten.
När hon efter många årtionden dök upp igen kallade hon sig för Queen. Det första hon gjorde var att ta kontroll över en enorm mängd människor och göra en bank till sitt bo. När Spindelmannen och Captain America kom för att rädda dagen blev Captain America övermannad av några tusen drönare medan Spindelmannen och en oerhört vacker Queen slogs själva, mitt framför kamerorna på nyhetshelikoptrarna som höll sig över dem. Det hela verkade gå ganska bra för Spindelmannen som lyckades få ner sin motståndare på marken. Men när Queen låtsades som om hon tappade andan släppte Spindelmannen greppet om henne eftersom han inte ville skada henne, Queen utstötte då ett öronbedövande tjut som fick Spindelmannen att släppa henne med och hon utnyttjade detta tillfälle att ge sin motståndare en hård spark mot bröstet som fick Spindelmannen att tappa andan och flyga in i en vägg, Queen kom snabbt på fötter igen och kastade sig över Spindelmannen som redan förlorat medvetandet efter slaget. Mary Jane som satt och såg allt i direktsändning blev helt förtvivlad när hon såg Spindelmannen besegrad och bortom all räddning.
Queen förde in de båda besegrade medvetslösa superhjältarna till sitt "bo" i banken, och när Spindelmannen vaknade tvingade hon honom att kyssa henne. Under denna kyss överförde hon ett ämne som kort sagt skulle förvandla Spindelmannen till en stor spindel, därefter tog hon psykisk kontroll över honom och de gick upp på taket där Queen beordrade några drönare att kasta sig nerför taket och därmed dö. Spindelmannen lyckades för en kort tid bryta sig loss från den psykiska kontrollen för att rädda de civila drönarna, men Queen hade förutsett detta och var därmed beredd att smälla till honom och återta sin psykiska kontroll.
Dock så lyckades Captain America att bryta sig ur sitt fängelse inne i Queens bo och puttade ner henne från byggnaden, därmed tappade hon sin kontroll över Spindelmannen och flydde.
Några dagar senare började Spindelmannen att må riktigt illa (på grund av kyssen med Queen), det som hade börjat som en förkylning höll nu på att förlama honom med smärta, han förvandlades sen till en stor spindel vilket Queen hade planerat. Hon letade upp den stora spindel som Spindelmannen hade blivit och berättade för honom att förändringarna inte kunde stoppas. Hon immobiliserade sedan honom och förde honom med sig till sitt nya, hemliga bo.
Spindelmannen återmuterades av någon anledning tillbaka till en människa och besegrade den vackra Queen som senare dog i en explosion, därmed blev alla hennes drönare fria igen.

## Fiender
- Spindelmannen
- Captain America

## Egenskaper
Trots sin höga ålder ser hon ut som en 20-årig vacker ung kvinna, hon är även en tränad elitsoldat och är därmed skicklig med både eldvapen och närstrid.

## Krafter
Kan kontrollera människor och insekter. Hon kan även teleportera sig själv och utstöta ett högt skrik som, när det fokuserar, kan nå destruerande resultat.